# Sulfure d'or(I)
Le sulfure d'or(I) est un composé chimique de formule Au2S. C'est l'un des deux sulfures d'or connus, l'autre étant le sulfure d'or(III) Au2S3. Il s'agit d'un solide noir, cristallisé dans le même système cubique que le sulfure d'argent Ag2S et l'oxyde de cuivre(I) Cu2O (oxyde cuivreux), appartenant au groupe d'espacePn3m, avec un paramètre cristallin a = 502 pm. De 25 à 100 °C, c'est un semiconducteur de type p avec une largeur de bande interdite de 0,37 eV. Il se décompose à 217 °C. Il est insoluble dans l'eau, et se décompose en or métallique et sulfure d'hydrogène H2S dans les acides.
Outre le solide, il est également possible de synthétiser des nanoparticules aux propriétés optiques et électroniques particulières, différentes de celles du solide.
On peut obtenir le sulfure d'or(I) à partir de solutions de cyanure d'or à l'aide de sulfure d'hydrogène H2S. Dans ce but, l'or est tout d'abord dissous dans une solution de cyanure de potassium KCN en présence d'oxygène O2, puis il est précipité sous forme de sulfure d'or(I) par adjonction de sulfure d'hydrogène :
4 Au + 8 KCN + 2 H2O + O2 → 4 K[Au(CN)2] + 4 KOH ;
2 K[Au(CN)2] + H2S + 2 H2O → Au2S + 2 KOH + 4 HCN.